# Cabezuela
Cabezuela és un municipi de la província de Segòvia, a la comunitat autònoma de Castella i Lleó.

## Demografia
| 1991 | 1996 | 2001 | 2004 | 2007 |
| ---- | ---- | ---- | ---- | ---- |
| 772  | 736  | 713  | 719  | 718  |